# Fontiès-d'Aude
Fontiès-d'Aude är en kommun i departementet Aude i regionen Occitanien  i södra Frankrike. Kommunen ligger  i kantonen Capendu som ligger i arrondissementet Carcassonne. År 2022 hade Fontiès-d'Aude 555 invånare.

## Befolkningsutveckling
Antalet invånare i kommunen Fontiès-d'Aude
Referens: INSEE